# زائفة لبنانية
زائفة لبنانية (الاسم العلمي: Pseudomonas libanensis) هي نوع من البكتيريا تتبع جنس الزائفة من فصيلة الزوائف.